# Bertrand (Nebraska)
Bertrand és una població dels Estats Units a l'estat de Nebraska. Segons el cens del 2000 tenia 786 habitants.

## Demografia
Segons el cens del 2000, Bertrand tenia 786 habitants, 307 habitatges, i 201 famílies. La densitat de població era de 541,9 habitants per km².
Dels 307 habitatges en un 33,2% hi vivien nens de menys de 18 anys, en un 58,3% hi vivien parelles casades, en un 4,2% dones solteres, i en un 34,5% no eren unitats familiars. En el 30,3% dels habitatges hi vivien persones soles el 19,2% de les quals corresponia a persones de 65 anys o més que vivien soles. El nombre mitjà de persones vivint en cada habitatge era de 2,45 i el nombre mitjà de persones que vivien en cada família era de 3,07.
Per edats la població es repartia de la següent manera: un 25,3% tenia menys de 18 anys, un 5,6% entre 18 i 24, un 24,4% entre 25 i 44, un 22,9% de 45 a 60 i un 21,8% 65 anys o més.
L'edat mediana era de 42 anys. Per cada 100 dones de 18 o més anys hi havia 92,5 homes.
La renda mediana per habitatge era de 34.167 $ i la renda mediana per família de 44.205 $. Els homes tenien una renda mediana de 28.646 $ mentre que les dones 22.083 $. La renda per capita de la població era de 16.933 $. Aproximadament el 2% de les famílies i el 3,9% de la població estaven per davall del llindar de pobresa.

## Poblacions més properes
El següent diagrama mostra les poblacions més properes.